# Yıldırım, Sarıoğlan
Yıldırım là một xã thuộc huyện Sarıoğlan, tỉnh Kayseri, Thổ Nhĩ Kỳ. Dân số thời điểm năm 2008 là 226 người.